# Hanušovce nad Topľou
Hanušovce nad Topľou (mađarski: Tapolyhanusfalva, njemački: Hansdorf an der Töpl) je grad u Prešovskom kraju u istočnoj Slovačkoj. Upravno pripada Okrugu Vranov nad Topľou.

## Zemljopis
Hanušovce nad Topľou leži na nadmorskoj visini od 207 metara i zauzima površinu od 14.973 km2. Od središta okruga Vranova nad Topľou udaljen je 22 km sjeverozapadno te 25 km istočno od Prešova.

## Povijest
Prvi pisani spomen grada datira iz 1317. godine. Do 1927. godine grad je nosio naziv Hanušovce.

## Stanovništvo
| Godina:     | 1993. | 2003.   | 2013.   | 2023.   |
| ----------- | ----- | ------- | ------- | ------- |
| Broj ljudi: | 3404  | 3633    | 3767    | 3730    |
| Razlika:    |       | +6,72 % | +3,68 % | -0,98 % |

| Godina:     | 2022. | 2023.   |
| ----------- | ----- | ------- |
| Broj ljudi: | 3735  | 3730    |
| Razlika:    |       | -0,13 % |

Po popisu stanivništva iz 2001. godine grad je imao 3.582 stanovnika.
- Slovaci 85,01 %
- Romi 14,27 %
- Ukrajinci 0,20 %

Prema vjeroispovijesti najviše je rimokatolika 53,41%, luterana 36,63%,  grkokatolika 5,19% i ateista 1,31%.

## Vanjske poveznice
- Službena stranica grada (sl.)

### Ostali projekti
|  | Zajednički poslužitelj ima još gradiva o temi Hanušovce nad Topľou |